# Avezzano
Avezzanoⓘ – miasto i gmina we Włoszech, w regionie Abruzja, w prowincji L’Aquila.
Według danych na rok 2017 gminę zamieszkiwało 42 509 osób, 351,8 os./km².